# Joseph Dupertuis
Joseph Pierre Henri Dupertuis, né à Wurtzbourg le 23 octobre 1763, mort à Châteauroux le 7 juillet 1839, est un homme politique français.

## Biographie
Joseph Dupertuis, descendant d'une famille noble de Saint-Plantaire, dans l'Indre, est le fils de François Dupertuis, sous-officier des carabiniers français, installé comme cabaretier en royaume de Bavière à la suite de son mariage.
Ses parents s'installent à Argenton-sur-Creuse où Joseph Dupertuis passe sa jeunesse. Il fait ses études de droit et devient avocat à Argenton puis sénéchal de la sénéchaussée de la vicomté de Brosse, près de Saint-Benoit-du-Sault. En 1788, lors de la rédaction des cahiers de doléances, il est élu par la ville d'Argenton député à l'assemblée du tiers-état de Bourges, en même temps que Jean-Baptiste Auclerc-Descottes et Sylvain Pépin.
Son adhésion aux idées de la Révolution le fait choisir en 1790 comme administrateur de l'Indre, membre du directoire du département, puis commissaire près le tribunal civil de Châteauroux. Il est élu le 28 avril 1791 député de l'Indre à l'Assemblée législative, 4e sur 6. Il y votera avec la majorité.
Après la fin de son mandat en septembre 1792, il est garde-magasin des subsistances militaires du district de La Châtre. Le ministre de la guerre le nomme inspecteur en chef des subsistances de l'armée du Rhin et Moselle puis des pays conquis. À son retour en France en l'an IV, il est juge au tribunal de la Nièvre, en l'an VII juge au tribunal civil de Châteauroux et l'année suivante juge au tribunal criminel de la ville. Son mariage avec la fille du député le général Henri Crublier d'Opterre, proche parente du général comte Bertrand, contribue à consolider sa notoriété. Il est inscrit en l'an IX sur la liste des notables nationaux. En l'an XII, il est membre du conseil municipal de Châteauroux. En 1809, le président du tribunal criminel le décrit comme le plus instruit, le plus intelligent de son tribunal et il est porté sur la liste des soixante personnes les plus distinguées de l'Indre. Il devient en 1822 vice-président du tribunal civil de Châteauroux et est nommé en 1826 chevalier de la Légion d'honneur.
Le patrimoine de Joseph Dupertuis était de 54 148 francs en 1798, dont 32 000 francs au titre de la dot de sa femme, et de 130 000 francs en 1809.
Sa maison à Argenton, un bâtiment du XVe siècle, est conservée en l'état, rue Dupertuis.